# Theodore Edward Cantor
Theodore Edward (Theodor Edvard) Cantor (ur. 1809, zm. 1860) – duński lekarz, zoolog i botanik.
Cantor pracował dla Brytyjskiej Kompanii Wschodnioindyjskiej. Będąc w Penang i Malakce zebrał wiele eksponatów dotyczących historii naturalnej.

## Wybrane prace
- Notes respecting some Indian fishes (1839)
- General features of Chusan (1842)
- Catalogue of Malayan fishes (1850)